# Arthur Finger
Arthur Finger (18 de enero de 1898 - 27 de enero de 1945) fue un general alemán (Generalmajor) en la Wehrmacht durante la II Guerra Mundial. Fue condecorado con la Cruz de Caballero de la Cruz de Hierro de la Alemania Nazi. Finger murió en combate el 27 de enero de 1945 en las cercanías de Tschenstochau, Polonia, durante la ofensiva soviética del Vístula-Óder.

## Condecoraciones
- Cruz de Caballero de la Cruz de Hierro el 16 de noviembre de 1943 como Oberst y comandante del Artillerie-Regiment 306[1]